# Cratere Zhigou
Zhigou  è un cratere sulla superficie di Marte.